# Billy Gunn
Monty "Kip" Sopp (Orlando, 11 de novembro de 1963) é um lutador de wrestling profissional norte-americano, que trabalhou na WWE com o ring name Billy Gunn, onde lutava na divisão Raw, de 1993 a 2004 e 2012 a 2015.Hoje em dia trabalha para a All Elite Wrestling

## Carreira no Wrestling
- WWE

The Smoking Gunns (1993–1996)
The New Age Outlaws e D-Generation X (1997–1998)
Lutador individual (1999)
The Reformation of The New Age Outlaws and D-X (1999–2000)
Lutador individual (2000-2001)
Billy e Chuck (2001–2002)
Lutador individual (2003-2004)
- Total Nonstop Action Wrestling (2005-2009)

The James Gang (2006)
The Voodoo Kin Mafia (2006–2008)
Lutador individual (2008-2009)
The Beautiful People e demissão (2008–2009)
- Varsity Pro Wrestling (2010)

## Títulos e prêmios
- International Wrestling Federation
  - IWF Tag Team Championship (2 vezes)[2] – com Brett Colt
- Maryland Championship Wrestling
  - MCW Tag Team Championship (1 vez)[3] – com B.G. James
- Pro Wrestling Illustrated
  - PWI ranked him #43 of the best 500 singles wrestlers of the year in the PWI 500 in 2002[4]
  - PWI Tag Team of the Year (1998) com Brian Gerard James
  - PWI Tag Team of the Year (2002) com Chuck
- WWE
  - WWF Hardcore Championship (2 vezes)
  - WWF Intercontinental Championship (1 vez)
  - WWF/E World Tag Team Championship (10 vezes) – com Bart Gunn (3), The Road Dogg (5), e Chuck (2)
  - WWE Tag Team Championship (1 vez) – com Road Dogg
  - King of the Ring (1999)
  - WWE Hall of Fame (2019) como membro do D-Generation X